# St. Judas Thaddäus (Berlin)
Die St. Judas-Thaddäus-Kirche im Berliner Ortsteil Tempelhof des Bezirks Tempelhof-Schöneberg ist eine Saalkirche aus Stahlbetonbau über einem birnenförmigen Grundriss mit geschwungenen Dachlinien. An der Ostseite hat sie einen niedrigen Vorbau, nach Norden einen schlanken dreieckigen Kirchturm. Die unter Denkmalschutz stehende Kirche wird als bedroht eingestuft.

## Geschichte
Die katholische Gemeinde Tempelhof entstand 1878 mit Unterstützung durch Kaiserin Augusta. Im Jahr 1898 errichtete die Gemeinde ihre Pfarrkirche Herz-Jesu in der Friedrich-Wilhelm-Straße. Bis 1910 gehörte das Gebiet, auf dem später die katholische Kirchengemeinde St. Judas Thaddäus entstand, als Teilstück des Tempelhofer Feldes dem preußischen Kriegsministerium. Noch vor dem Ersten Weltkrieg erwarb die Landgemeinde Tempelhof ein Teil dieses Gebietes für die städtebauliche Erschließung der Neu-Tempelhofer Ortslage, die allerdings erst ab 1922 begann. Nach dem Ersten Weltkrieg bildete sich in dem neuen Wohngebiet eine eigene Gemeindegruppe von rund 3000 Katholiken. Im Bezirk Tempelhof gab es damals kein Krankenhaus. Der Plan zum Bau des St.-Joseph-Krankenhauses geht zurück auf die Initiative der damaligen Provinzoberin der im Jahr 1842 entstandenen Kongregation der Schwestern von der hl. Elisabeth, einer Ordensgemeinschaft der Katholischen Kirche.
Der erste Gottesdienst in dem neuen Stadtviertel fand in der Christkönigskapelle des 1928 eingeweihten Krankenhauses St. Joseph statt.
Durch die Erweiterung des Wohngebietes nach 1945 wuchs auch die Zahl der Katholiken noch einmal. Bis 1946 versorgte der Hausgeistliche die Katholiken Neu-Tempelhofs. Dann wurde ein Priester als lokaler Kaplan berufen, der den Wiederaufbau der Gemeinde nach dem Zweiten Weltkrieg durchführte und bis 1972 blieb. Am 1. November 1951 wurde die Teilgemeinde zur seelsorglich selbständigen Kuratie ernannt, obwohl sie noch immer ohne eigene Räumlichkeiten war. Die Neu-Tempelhofer Gemeinde sollte fünf Jahre Gast in der Kapelle sein. Danach sollte die Kirche auf einem hierfür gestifteten Grundstück fertig sein, doch konnte das Bauvorhaben in der vereinbarten Frist nicht ausgeführt werden. Am 1. Juli 1958, kurz nach der Grundsteinlegung für die neue Kirche, wurde die Kuratie, die bis dahin auf knapp 3000 Gläubige angewachsen war, zur eigenständigen Pfarrei erhoben.
Im Zusammenhang mit den notwendigen Sparmaßnahmen des Berliner Erzbistums wurde die Pfarrei per Dekret vom 1. Juli 2004 aufgehoben. Es kam zur erneuten Vereinigung mit der Mutterpfarrei Herz-Jesu. Angesichts der wirtschaftlichen Situation der Kirche ist der Unterhalt zweier Kirchen von einer Gemeinde heute kaum mehr zu leisten, doch die „rosa Betonkirche“ genießt eine hohe Akzeptanz bei den Gläubigen.
Als prägendster Kleriker in der Kirche St. Judas Thaddäus wird allgemein der charismatische Franziskanerpater Martin Domogalla OFM angesehen, der bis in die 1980er Jahre dort predigte und unter anderem Mutter Teresa zur Andacht in die Tempelhofer Kirche holte. Die Kardinäle Alfred Bengsch, Joachim Meisner und Georg Sterzinsky besuchten regelmäßig die bedeutendste Judas-Thaddäus-Kirche Deutschlands.
Seit dem 1. Januar 2022 bilden die vier ehemaligen Pfarrgemeinden mit ihren Kirchen Herz-Jesu und St. Judas Thaddäus in Tempelhof, Maria Frieden in Mariendorf, Salvator in Lichtenrade und St. Theresia vom Kinde Jesu in Buckow eine Großpfarrei, die unter dem Patronat des heiligen Papstes Johannes XXIII. steht.  Die Pfarrei heißt Katholische Kirchengemeinde Pfarrei Hl. Johannes XXIII. Tempelhof-Buckow. Leitender Pfarrer ist Arduino Marra.

## Baubeschreibung
Das Gebäude ist durch die im Kirchenbau der 1950er Jahre verbreiteten geschwungenen Formen geprägt. Der Baukörper ist aus Ziegelsplitt-Beton gegossen und es wurden weitere zeittypische Materialien verwendet. Die Außenwände von Turm und Kirchenschiff sind unverputzt und zeigen die Struktur der Schalung.

Kirchturm St. Judas Thaddäus, Blick vom Schreiberring

### Turm
Der rund 40 Meter hohe Glockenturm auf dreieckigem Grundriss liegt in der Längsachse des Kirchenschiffs. Der Betonschaft weist mit einer Kante nach vorn, die in einem dreidimensionalen Betonkreuz fortgesetzt wird, das mit Bändern aus Glasmosaik verziert ist. Im Turm hängen drei Glocken.
| Glocke          | Material | Schlagton | Gussjahr | Gießer                  | Gewicht (kg) | Durchmesser (cm) | Höhe (cm) | Inschrift           |
| --------------- | -------- | --------- | -------- | ----------------------- | ------------ | ---------------- | --------- | ------------------- |
| Große Glocke    | Bronze   | d′        | 1962     | Petit & Gebr. Edelbrock | 1893         | 144              | 118       | PIUS X.             |
| Mittlere Glocke | Bronze   | f′        | 1962     | Petit & Gebr. Edelbrock | 1096         | 118              | 098       | ST. MARIA GORETTA:  |
| Kleine Glocke   | Bronze   | g′        | 1962     | Petit & Gebr. Edelbrock | 0730         | 105              | 087       | ST. JUDAS-THADDÄUS. |

Die Betonplastik des heiligen Apostels Judas Thaddäus, des Namenspatrons der Kirche, die 1959 Gerhart Schreiter schuf, steht auf einem Sockel in der nördlichen Ecke der Turmhalle. Zu zwei Seiten des Turms wölben sich die parabelförmigen, mit patinafarbenem Kupfer bedeckten Vordächer der Eingangsbögen, die durch Gitter verschließbar sind. Auf der dritten Seite der mit Mosaik ausgekleideten offenen Turmhalle, liegt der Eingang zum Windfang, in dessen Wände und Decke Glasprismen eingelassen sind.

### Taufkapelle
Vom Windfang wird die niedrige, fensterlose Taufkapelle betreten. Sie schmiegt sich nierenförmig als Bindeglied zum Kirchenraum an ihn. Der Boden besteht aus Terrazzo mit eingelassenen Marmorkieseln, die Wände sind mit Mosaik verkleidet. Unter einem Oberlicht steht das zentrale Taufbecken aus grauem Marmor, das zugleich als Weihwasserbecken fungiert. Die Taufkapelle öffnet sich mit drei verglasten Doppeltüren zum Kirchenraum.

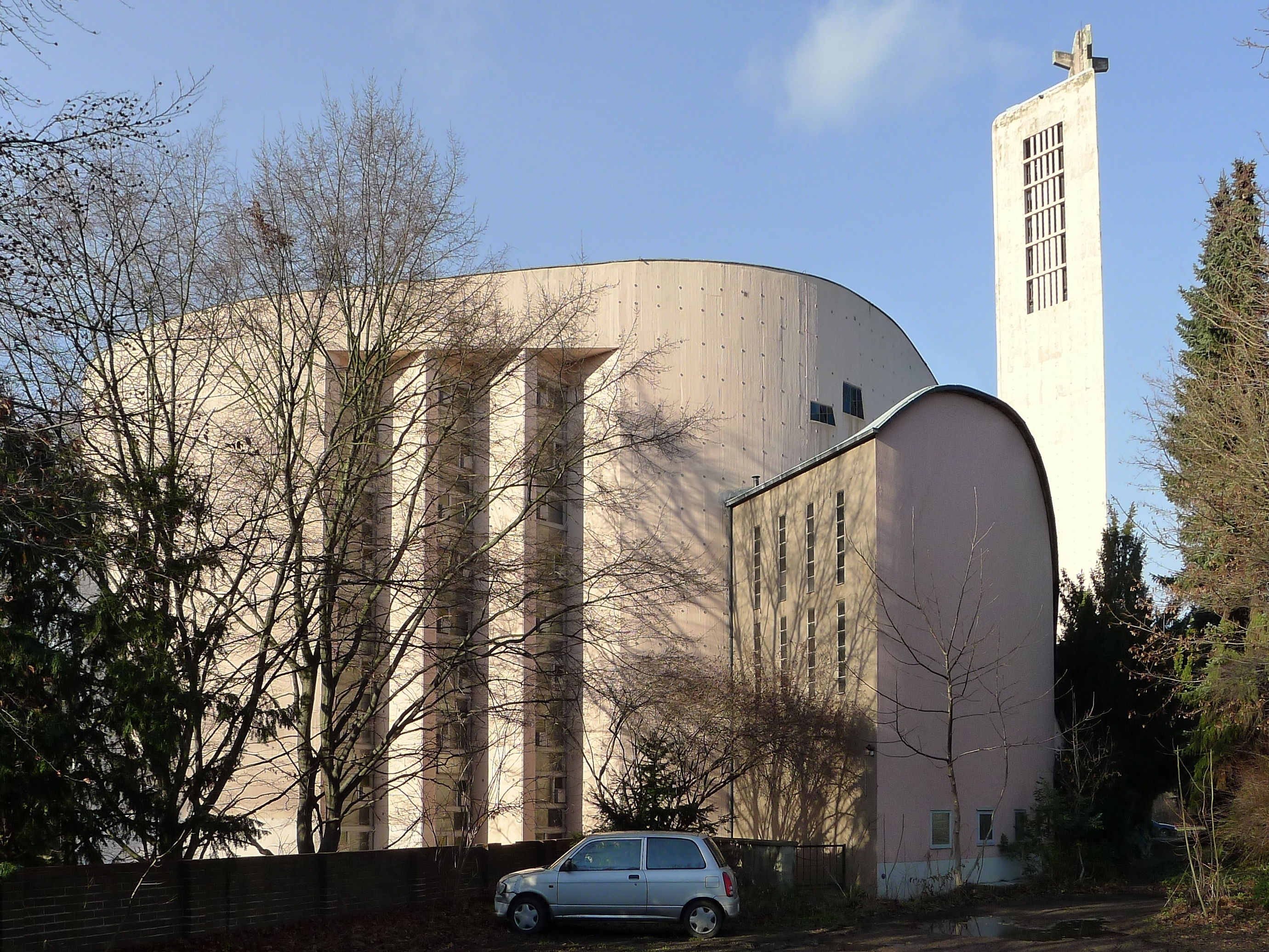
St. Judas Thaddäus Ostseite

### Kirchenschiff
Der Grundriss des sich zum Altar hin weitenden achsensymmetrischen Kirchenraums beschreibt zunächst eine Parabel. In diesem Bereich steigt das Dach, das den Kirchenraum überdeckt, flach an. Wo sich die Breite des Kirchenraums allmählich verringert, um in die Rundung der Apsis im Süden überzugehen, schwingt das Dach wieder ab. Im Scheitel der Parabel liegt die mittlere von drei Türen zwischen Taufkapelle und Kirchenraum. Durchgänge zu beiden Seiten des Kirchenschiffes führen zu den Beichtstühlen, die sich in den Anbauten befinden. Der Anbau an der Ostseite des Kirchenschiffs beherbergt die Sakristei, darüber befindet sich der Raum für die Empore für die Orgel.
Im Innenraum befindet sich eine abgehängte Kassettendecke, deren Felder runde Stege durchziehen. Der Altarraum wird indirekt von jeweils drei seitlich gefächerten Fensterbahnen zwischen dem Kirchenschiff und dem durch sechs Stufen erhöhten Chor erhellt, zusätzlich von einem runden Oberlicht.
Die Wandflächen werden durch zwei Fenstertypen in höherer und flacherer Trapezform gegliedert. Sie setzten sich von der Parabelkrümmung der Eingangsseite im Schachbrettmuster an den Längsseiten bis fast an den Altarraum fort. Zwischen vertikalen und schrägen Bleistegen werden unterschiedlich große farbige Dreiecks- und Trapezscheiben abgeteilt.

### Krypta
Die Kirche besitzt ein Untergeschoss, in dem sich ein Gemeindesaal mit Nebenräumen befindet. Unter dem Altarraum liegt die Krypta, zu der zwei seitliche Treppen hinab führen. Johannes Schreiter schuf ein farbiges, dreieckiges Beton-Glas-Fenster, das in die Wand der Apsis hinter dem Altar eingelassen ist. Der Marmoraltar steht über dem Grundstein und birgt die Reliquien des Heiligen Judas Thaddäus, der Heiligen Bernadette von Lourdes und der Heiligen Maria Goretti. Werktags dient die Krypta als Kapelle.

## Ausstattung
Kirchenraum und Chor waren bei der Fertigstellung schlicht ausgestattet. Ein Gemmenkreuz zierte die freie Altarwand, es hängt heute an der Nordwand des Kirchenschiffs. Alle aus Bronze gegossenen Prinzipalstücke, der siebenarmige Leuchter, der einfache Tabernakel auf dem Altar, das Lesepult und der Osterleuchter, hat der Architekt entworfen.
1962 wurde eine Madonna aus Mahagoniholz von Ludwig Gabriel Schrieber aufgestellt. Die Vierzehn Stationen des Kreuzwegs waren zunächst lediglich durch römische Zahlen gekennzeichnet. Sie wurden erst 1964 durch kleine bronzene Reliefs ersetzt. Die übrige Ausstattung des Altarraums wurde von Werner Gailis zwischen 1966 und 1970 geschaffen. An der fensterlosen Altarwand sind Figuren aus Hartformgips angebracht, die die „Thronbesteigung des göttlichen Lammes“ darstellt. Unter dem Altar aus dunkelgrauem Jura-Marmor und dem edelsteinbesetzten Tabernakel birgt ein schwarzes Reliquiar in einer silbernen Kapsel Reliquien des Apostels Judas Thaddäus.

## Orgel
Die Orgelempore war ursprünglich vollständig durch Holzlamellen geschlossen. Die ursprüngliche Sauer-Orgel, die sieben Register und Orgelpfeifen aus Zinkblech hatte, wurde 1983 durch eine Orgel der Firma Gebrüder Hillebrand Orgelbau mit einem Umfang von 26 Registern ersetzt. Die Sauer-Orgel befand sich ab diesem Zeitpunkt in der Kirche St. Johannes Capistan (Berlin-Tempelhof).